# 31 Dywizja Piechoty (Imperium Rosyjskie)
31 Dywizja Piechoty (ros. 31-я пехотная дивизия) – wielka jednostka piechoty Armii Imperium Rosyjskiego.

## Charakterystyka
31 DP wchodziła w skład X Korpusu Armijnego. W 1914  dywizja etatowo posiadała cztery pułki po cztery bataliony oraz brygadę artylerii polowej z 6 bateriami po 8 dział. Doświadczenie zdobyte podczas walk na frontach I wojny światowej  skutkowało zmianami organizacyjnymi. Zimą z 1916 na 1917 rozpoczęto reorganizację dywizji piechoty. Zredukowano liczbę batalionów z 16 do 12 i zmniejszono liczbę dział polowych na mniej aktywnych odcinkach frontu.

## Struktura organizacyjna
Organizacja w 1914
- Dowództwo 31 Dywizji Piechoty w Charkowie
- I Brygada (ros. 1-я бригада)
  - 121 Penzeński pułk piechoty generała feldmarszałka grafa Milutina w Charkowie
  - 122 Tambowski pułk piechoty w Charkowie
- II Brygada (ros. 2-я бригада) w Kursku (1903-1910), a później w Charkowie
  - 123 Kozłowski pułk piechoty w Kursku (1903-1910), a później w Charkowie
  - 124 Woroneżski pułk piechoty
- XXXI Brygada Artylerii (ros. 31-я артиллерийская бригада)

## Oficerowie dywizji
Dowódcy dywizji
- gen. mjr Nikołaj Aleksandrowicz Wedemeyer (15 VIII 1863 — 6 VII 1865)
- gen. lejtn. Włodzimierz Wołkowicki (29 VII 1907 – †22 IX 1909)
- gen. mjr Michaił Wołchowskoj (20 V 1917 — 3 III 1918)

W czasie rosyjsko-japońskiej w 31 DP pełnili służbę niżej wymienieni oficerowie:
- gen. Wasiljew - dowódca II Brygady
- płk Rześniowiecki - 124 pp
- kpt./ppłk Uljanow, syn Polki z domu Laudańskiej - dowódca III/124 pp
- por. Leon Berbecki - młodszy oficer 11/124 pp, a następnie dowódca 10/124 pp
- ppor. Wiktor Thommee - młodszy oficer 10/124 pp